# Michał Wiśniewski (porucznik)
Michał Wiśniewski (ur. 1925 w Warszawie, zm. 1944 tamże) – porucznik 1 Praskiego Pułku Piechoty 1 Warszawskiej Dywizji Piechoty. 
Po klęsce wrześniowej znalazł się na wschodzie. Przeszedł szkolenie wojskowe w sowieckiej szkole kadetów w Riazaniu. Przeszedł szlak bojowy aż na warszawską Pragę. 18 września 1944 roku podjął próbę przedostania się resztkami mostu Kierbedzia na lewobrzeżną część Warszawy, aby dołączyć do powstania warszawskiego. Ogień do niego otworzyli zarówno Niemcy, jak i Sowieci. Wedle relacji rodziny, zginął od serii w plecy. Norman Davies wyraził o nim opinię, że jego śmierć jest wyrazistym symbolem tragicznego losu całego kraju.